# Телефонный коммутатор
Телефо́нный коммута́тор — устройство в телефонии, оборудование для соединения (коммутации) абонентских, соединительных и междугородных телефонных линий.
В ручных коммутаторах соединение осуществляется телефонистом. Коммутатор такого типа является основным оборудованием ручной телефонной станции. Автоматические телефонные станции оборудуются автоматическими коммутаторами. Программные коммутаторы используются в IP-телефонии.
Существуют стационарные и полевые (для военных целей) телефонные коммутаторы.

## История
Первый телефонный коммутатор появился в мае 1877 года в компании Эдвина Холмса. Впоследствии к созданию коммутаторов обратились такие известные физики как Тивадар Пушкаш, Чарльз Скрибнер и другие конструкторы, которые последовательно совершенствовали устройство.

## Ручной коммутатор
Ручной телефонный коммутатор составляли линейные комплекты — по количеству линий, подключаемых к коммутатору, а также приборы шнуровых пар — их число зависело от среднего количества переговоров, которые могли вестись одновременно и приборы рабочего места телефонистки. На телефонный коммутатор обыкновенно приходилось 100—140 линейных комплектов и 15—20 штук шнуровых пар.
Рабочее место было оборудовано приборами для связи телефонистки с абонентами: головным телефоном и угольный микрофоном, а также источником вызывного тока для сигналов вызова, поступающих в линию. Приборы подключались к шнуровым парам опросно-вызывными ключами.
В бесшнуровых телефонных коммутаторах гнёзда и шнуры заменяли коммутационные аппараты — ключи.

### Принцип работы
В случае поступления на коммутатор вызова от телефонного аппарата электромагнитное вызывное реле в цепи постоянного тока включает вызывную лампу соответствующей линии. Телефонистка вставляет опросный штепсель свободной штепсельной пары в гнездо. Заказ на установление соединения принимается переводом опросно-вызывного ключа в положение «О» (ОПРОС), таким образом к абоненту подключаются приборы рабочего места телефонистки, а вызывная лампа гаснет. Телефонистка, выяснив у вызывающего номер нужного ему абонента, вставляет вызывной штепсель в гнездо вызываемой линии при условии, что она в данный момент свободна. Она переводит опросно-вызывной ключ в положение «В» (ВЫЗОВ), замыкая контакты — в нужную линию с генератора отправляется сигнал вызова. По получении ответа вызываемого абонента телефонистка возвращает опросно-вызывной ключ в исходное положение, замыкая цепь между абонентами. Когда разговор окончен, и оба абонента кладут телефонные трубки, загораются лампы ОТБОЙ опросного и вызывного шнуров, телефонистка убирает из гнёзд коммутатора штепсели.

## Автоматический коммутатор
Автоматический телефонный коммутатор обеспечивает набор, соединение, поддержание и завершение телефонной связи между абонентами без участия оператора или телефониста. Абоненты пользуются для этого специальными конечными устройствами — телефонными аппаратами, факсами, позволяющими набирать вручную телефонный номер вызываемого абонента. Автоматический телефонный коммутатор может являться элементом некоторой телефонной сети — и в этом случае он должен обеспечивать соединение и поддержание связи со всеми абонентами сети — как «своими» (подключёнными к данному коммутатору), так и подключёнными к другим коммутаторам в сети.
Система автоматических телефонных станций обеспечивает установление, поддержание и разрыв соединений между аппаратами, а также дополнительные возможности. Это обеспечивается применением телефонной сигнализации. Соединение абонентов обеспечивается коммутационными приборами — искателями и соединителямим.
Автоматические телефонные коммутаторы подразделяют на электро-механические (декадно-шаговые, координатные) и электронные (цифровые, аналоговые, программные).